# Mareike Carrière
Mareike Carrière (Hannover, 26 de julio de 1954-17 de marzo de 2014, Hamburgo) fue una traductora, conferencista y actriz alemana.
Hija de Jutta y Bern Carrière. Estudió inglés y francés en la Universidad de París. Trabajo en cine, teatro y televisión. Contrajo matrimonio con Gerd Klement de 1997 a 2014 y se casó en segundas nupcias con Joachim von Vietinghoff de 1981 a 1994.

## Filmografía
- 2006, Donde el corazón te lleve
- 2006, La poderosa sierva de Dios
- 2011, Un método peligroso